# Hara Ryuta
Ryuta Hara (sinh ngày 19 tháng 4 năm 1981) là một cầu thủ bóng đá người Nhật Bản.

## Sự nghiệp câu lạc bộ
Ryuta Hara đã từng chơi cho Nagoya Grampus Eight, Kyoto Purple Sanga, Montedio Yamagata và Shonan Bellmare.